# Josa de Cadí
Josa de Cadí, dawniej: Josa (hiszp. Josá del Cadí) – miejscowość w Hiszpanii, w Katalonii, w prowincji Lleida, w comarce Alt Urgell, w gminie Josa i Tuixén.
Według danych INE w 2020 roku liczyła 21 mieszkańców – 12 mężczyzn i 9 kobiet. 